# Stoned (Dido)
"Stoned" je naziv pjesme pjevačice Dido koja je objavljena kao singl u listopadu 2003. godine.
Na prvi pogled se čini da pjesma govori o nekoj novoj vezi,  koja je samo u prijedlozima. Pjesma počinje s pasivno-agresivnim zvukom kao glavni dio priče. U pjesmi prevladava bas i pomalo teži (heavy) kontrast zvuka.
Pjesma počinje stihom: "When you're stoned, baby, I am drunk...". Pjesma se nalazi na drugom mjestu na albumu Life for Rent.